# Witbuikreiger
De witbuikreiger (Egretta tricolor) is een middelgrote reiger met een verenpak dat in de broedtijd een drietal schakeringen blauw vertoont.

## Kenmerken
Hij heeft een grootte van 66cm en een gewicht van 320g.

## Verspreiding en leefgebied
Deze vogel komt voor in Noord- en Zuid-Amerika waar ze vooral broeden in de sub-tropische moerassen.
De soort telt twee ondersoorten:
- E. t. ruficollis: van de oostelijke en zuidoostelijke Verenigde Staten tot noordwestelijk Zuid-Amerika en West-Indië.
- E. t. tricolor: het noordelijke deel van Centraal-en noordoostelijk Zuid-Amerika.